# Gérald Arboit
Gérald Arboit, né en 1969, est un historien français spécialiste du renseignement et des relations internationales contemporaines.

## Biographie
Gérald Arboit est docteur en histoire contemporaine, après avoir soutenu en 1999 une thèse portant sur la politique arabe de la France durant le Second Empire au Machrek.
Il est également habilité à diriger des recherches (HDR). Depuis mars 2015 chercheur-associé à l'Unité mixte de recherches SIRICE (Sorbonne - Identités, relations internationales et civilisations de l’Europe), associant le CNRS à l'Université de la Sorbonne à Paris , il a rejoint en janvier 2021 l’Equipe Sécurité Défense Renseignement  au Conservatoire National des Arts et Métiers, où il a bâti l’axe de recherche « Études du renseignement ». Il conduit une recherche autour de la « gouvernance du renseignement », « l’internationalisation des méthodes de renseignement » et « acteurs non-étatiques et renseignement depuis le XIXe siècle » .
Ses travaux au sein de l’ESDR3c porte sur le rôle des « forces profondes », et notamment de l'information, dans les relations internationales. Ces éléments lui ont permis de comprendre les ressorts du renseignement à travers le temps, de Napoléon à nos jours.

## Travaux

### Des études sur le Renseignement
Boursier, entre 2008 et 2009, au Centre d'études et de recherches européennes Robert Schuman (université de Luxembourg), il a travaillé sur le thème du renseignement économique en s'intéressant notamment au rôle de l'information dans l'activité économique, à travers l'exemple de la sidérurgie luxembourgeoise. En 2015, les résultats de ses travaux sont publiés aux éditions Peter Lang, dans un ouvrage intitulé Les réseaux du fer, ayant pour sous-titre « Information, renseignement économique et sidérurgie luxembourgeoise entre France, Belgique et Allemagne 1911-1940 ». Cette incursion dans l’univers européen poursuit ses travaux initiés autour du renseignement français depuis le début du XIXe siècle (Des services secrets pour la France, 2014, et Napoléon et le renseignement, 2022).
Depuis mai 2000, il contribue au développement des études de renseignement en France.

### Place des médias dans les relations internationales
Au sein du Centre d'études et de recherches sur les médias en Europe (CERIME) de l'université de Strasbourg (1999-2007), il a travaillé sur l'histoire des médias et la médiatisation des relations internationales, au travers des crises notamment.

### Affaire Ben Barka
Il a travaillé aussi sur le rôle des services de renseignement dans l'Affaire Ben Barka, analysée aussi bien en « regard du “Grand	Jeu” des	services	de	renseignement	au	milieu	
des	années	1960 » que de l'héritage de la décennie précédente qui avait vu les précédents directeurs de	la 	Sûreté	nationale assumer « un rôle	dans	les	missions »	de	La Main rouge,	« faux-nez	du	SDECE	et	de	la	DST,	au	Maroc », ,.

## Publications
- Napoléon et le renseignement, Paris, Éditions Perrin, 9 juin 2022, 540 p.  (ISBN 978-2-262-04319-3)[9],[10]
- Renseignement et avant-guerre de 1914 en Grande région, sous la direction de Gérald Arboit, avec une préface d'Olivier Forcade, Paris, CNRS Editions, 2016, 168 pages[11].
- Les réseaux du fer, Volume 9 de Études luxembourgeoises / Luxemburg-Studien, Francfort, Peter Lang GmbH, 2015, 411 pages.
- Pour une École française du renseignement, Paris, Ellipses, 2014, 256 pages[12].
- Des services secrets pour la France. Du Dépôt de la Guerre à la DGSE, 1856-2013, préface du général (2e s.) Michel Masson, Paris, CNRS Éditions, 2014, 444 pages.
- Au cœur des services secrets. Idées reçues sur le renseignement, Paris, Cavalier bleu, 2013, 208 pages.
- La Guerre froide, Rennes, Éditions Ouest-France, 2012, 128 pages.
- Saint-John Philby contre Lawrence d'Arabie, Rennes, Éditions Ouest-France, 2012, 160 pages.
- Schulmeister. L'espion de Napoléon, Rennes, Éditions Ouest-France, 2011, 176 pages.
- Histoire mondiale de l'espionnage, avec Eric Denécé, Rennes, Éditions Ouest-France, 2010, 128 pages.
- James Angleton. Le contre-espion de la CIA (Paris, Nouveaux Mondes, 2007), 175 pages.
- La guerre en Irak. Les médias et les conflits armés, sous la direction de Gérald Arboit et Michel Mathien (Bruxelles, Bruylant, 2006), 330 pages[13],[14].
- Fragments de la vie de Charles Schulmeister de Meinau. Un mémoire inédit de l’espion de l’Empereur Napoléon Ier, préface d’Eric Denécé (Paris, L’Harmattan, 2003), 139 pages.
- Aux sources de la politique arabe de la France. Le Second Empire au Machrek, préface de Jacques Frémeaux, professeur à la Sorbonne (Université de Paris-IV) (Paris, L’Harmattan, 2000), 336 pages[15].
- Terres-Rouges. Le fer et le feu à Audun-le-Tiche, travail commandé par le Comité d’établissement de l’A.R.B.E.D., division des mines françaises (Knutange, Fensch Vallée, 1997), 171 pages.
- Le Saint-Siège face au nouvel ordre au Moyen-Orient. De la guerre du Golfe à la reconnaissance diplomatique d’Israël (Paris, L’Harmattan, 1996), 222 pages.